# 막 케크트
막 케크트(고대 아일랜드어: Mac Cécht, 아일랜드어: Mac Céacht)는 얼스터 대계의 코나크타 전사 두 명에게 주어진 이름이다. 두 명의 막 케크트는 동일인물일 수도 있고 아닐 수도 있다.

## 막 케크트 막 스나더 테히드
막 케크트 막 스나더 테히드(Mac Cécht mac Snáide Techid)는 〈다 데르가 여관의 파괴〉에 처음 등장한다. 이 이야기의 막 케크트는 스나더 테히드의 아들이라고 하며, 울라의 영웅 코날 케르나크와 함께 아르드리 코나러 모르의 경호를 선다. 코나러는 먼스터와의 전쟁을 벌이고 렌스터를 통해 타라 언덕으로 돌아가던 도중 기아스를 어겨 저주받게 된다. 코나러는 렌스터의 구호사(hospitaller, 아일랜드어: briugu) 다 데르가의 여관에 묵으려고 하는데, 돈 다사의 증손자들과 잉켈(Ingcél)이라는 영국인 망명자가 코나러의 뒤를 쫓는다. 돈 다사의 증손자들은 코나러의 젖형제였고, 잉켈은 코나러의 신임을 잃고 나서 해적으로 전락한 상태였다. 코나러와 그의 사람들이 다 데르가의 여관에서 연회를 열고 있는데, 해적들이 그 자리를 습격해 전투가 벌어진다. 막 케크트와 코날은 용기있게 싸워 습격자들 다수를 쳐죽였다. 결과적으로 싸움은 이겼으나 코나러 왕은 부상으로 죽게 된다. 싸움이 시작되고 셋째 날에 막 케크트도 부상이 악화되어 죽는다. 판본에 따라서는 막 케크트가 죽지 않고 살아서 자기 나라 코나크타롤 돌아가 코나러 왕의 시신을 거기에 묻었다고 되어 있는데, 해당 내용이 나타나는 판본은 그것이 유일하고 다른 판본에는 관련 언급이 없는 것으로 보아, 아마 해당 판본의 주석자가 막 케크트 막 스나더 테히드를 아래의 모노다르 막 콘라크 카스와 연결시키려고 내용을 추가한 것으로 보인다.
막 케크트는 딘헨휘스에도 언급된다. 여기서는 막 케크트의 아버지 이름이 코나크타의 슬라터 세헤드(Slaite Seched)라고 한다. 막 케크트는 코나러의 아들 레 페르 플라흐의 양아버지였다, 다 데르가 여관이 불탈 때 막 케크트는 레 페르 플라흐를 자기 방패 아래에 넣고 구해내려고 했으나, 아이는 난도질당하고, 불타고, 막 케크트가 코나러 왕을 구하느라 분투하다가 흘린 땀에 숨이 막히는 세 배의 죽음을 당하게 된다. 막 케크트는 아이의 뼈를 크남프흐로스(cnám-fhros)라는 곳에 묻었는데, 그 뜻은 "뼈의 소나기"라는 뜻이다. 이 장소는 세월이 지나 크남로스(Cnámross)라고 불리게 되었다.

## 모노다르 막 콘라크 카스
모노다르 막 콘라크 카스(Monodar mac Conrach Cas)는 후기 중세 아일랜드어 이야기인 〈보이너 전투〉, 〈메브의 남편값〉에 등장하는 인물로, 그의 별명이 막 케크트라고 한다. 모노다르는 1세기경 코나크타에 살았으며, 그와 그의 형제 틴디(Tindi)는 오후 페들레크의 딸 메브를 여왕으로 섬기면서 코나크타 북쪽 가만라거의 피디그 막 페크(Fidig mac Feicc)를 죽였다.
그 뒤 모노다르는 울라에 망명을 가 있는데, 어째서인지 몰라도 형제 틴디와 사이가 좋지 않아져 있다. 일설에 따르면 틴디는 오후 페들레크 왕에게 가담하여 스라브건드 막 니울(Sraibgend MacNiuil, 메브의 남편 알릴 막 마타의 조부) 등과 함께 울라를 쳤다가 모노다르에게 죽었다고도 한다. 이 때의 업적으로 모노다르는 "막 케크트"라는 별명을 얻게 되는데, 이는 곧 "도살자의 아들"이라는 뜻의 "막 에크트(mac écht)"가 변형된 것이다. 그 뒤 모노다르는 울라 왕 콘코바르 막 네사의 대전사 중 한 명이 되었다.